# المرج (ليبيا)
المرج هي مدينة في شمال شرق ليبيا والمركز الإداري لقضاء المرج. تقع بين شرق مدينة بنغازي بحوالي 94 كم، وإلى الغرب من مدينة البيضاء بمسافة 106 كم في وادي مرتفع مفصول عن البحر الأبيض المتوسط بسلسلة من التلال، وهي جزء من الجبل الأخضر. بلغ مجموع سكان شعبيتها حسب تعداد 2006 العام للسكان 184,531 نسمة. تاريخيًا يعتقد أن موقعها هو نفسه موقع مدينة المرج القديمة.
بنيت «المرج الجديدة» عام 1970 بعد زلزال المرج الذي أتى على مدينة المرج القديمة وأحدث فيها دمارًا واسعًا سنة 1963 وأدى إلى وفاة 300 شخص وقد بلغت قوته 4.8 درجة ومركزه في منطقة سيدي دخيل على بعد 10كم شمال المرج.

## تاريخ
اكتمل بناء مدينة المرج الجديد عام 1970 بالقرب من المدينة القديمة التي دمرها الزلزال في 21 فبراير 1963. الاسم القديم للمدينة هو (برقة) ويرى معظم العلماء أن الليبو أو الريبو كانوا يسكنون منطقة برقة الحالية (المرج) وكذلك مجموعتي القهق والإسبت كانتا تعيشان في نفس المنطقة التي تسيطر عليها مجموعات الليبو أو الريبو والتي تمتد إلى الواحات، وفي أثناء فترات الجفاف التي كانت تهاجم الأراضي الليبية في بعض الأحيان، وضعف الحكم في مصر كانت بعض فرق من الليبو تهاجم مصر ووصلت إلى الحكم ويقال أن أسرة حاكمة هي الأسرة الثانية والعشرون الفرعونية هي ليبية الأصل احتفظت بحكم مصر قرنين من الزمان (من القرن العاشر إلى القرن الثامن ق. م) وكان مؤسس تلك الأسرة الملك شيشنق من الليبو التي كانت تسكن برقة (المرج) وهو من ملوكها الأقوياء فاجتاح فلسطين واستولى على عدد من المدن ورجع بغنائم كثيرة، وقد اشتهر الليبو بالعلاقات السياسية والاقتصادية والعسكرية مع الفراعنة المصريين وساهموا معهم في بناء الحضارة المصرية القديمة.
وكان أبناء هذه المدينة مقاتلين ورياضيين اشتركوا في الألعاب الأولمبية الإغريقية، وتحصلوا على جوائز وكوؤس وجد بعض منها في القبور الأثرية، وكانت لها عملتها الخاصة والتي صكت سنة (525)ق.م. وجدت في حفريات الآثار في متاحف طلميثة وشحات.
تعرضت المدينة في العصر البطلمي عام 510ق.م، إلى مذبحة تحدث عنها هيرودوت في كتاباته.
واستمرت هذه الحروب إلى أن أدركها الفتح الإسلامي بقيادة عمرو بن العاص في عهد الخليفة عمر بن الخطاب وتحولت المدينة إلى منارة علمية وقاعدة لانطلاق الجيش الإسلامي لفتح المغرب العربي وبلاد الأندلس.
وصف البكري المرج في أواسط القرن الحادي عشر وقال عنها بأن لون تربتها حمراء ومبانيها حمراء وملابس سكانها حمراء،[بحاجة لمصدر] وكتب عنها الإدريسي في أواسط القرن الثاني عشر بأنها مدينة مزدهرة ذات ثراء كبير،[بحاجة لمصدر] وكتب عنها جيمس هاملتون الذي زارها عام 1852 م قائلا يوجد بها الحصن التركي محاطاً به آثار مدينة برقة الأثرية.[بحاجة لمصدر]
كانت المرج أيام الاحتلال الإيطالي المحطة النهائية (من الشرق) لخط حديد بنغازي-المرج.

## الجغرافيا

### المناخ
تعتبر مدينة المرج من المدن ذات البرد القارص في ليبيا ومناخها يكون معتدلاً دافئا صيفا بارد قارص شتاءً وقد تتساقط عليها الثلوج وهي ممطرة وسمائها غالبا ما تكون غائمة.

### الموقع
تمتد مدينة المرج الكبرى من الشليوني شرقا إلى العويلية شمالا ثم فرزوغة والحلق غربا حتى الصليعاية والزردة جنوبا ويبلغ طول المدينة أي من المنطقة الممتدة من الشليوني إلى الحلق حوالي 15 كم ويبلغ عرضها حوالي 8 كم وتبلغ مساحتها الإجمالية حوالي 3090 هكتار.
بعد الزلزال الذي ضرب المدينة القديمة قررت الحكومة الليبية بناء مدينة جديدة على بعد 5كم من المدينة القديمة واختير الموقع في أرض صخرية خلافا للمرج القديمة التي كانت مبنية على حوض طيني مروي وقد اكتمل بناء المرج الجديد عام 1970 وكانت أول مدينة حدائق تُبنى في شمال أفريقيا وكان نظام مدن الحدائق متبعا في الدول الأوروبية فهي مدينة الشوراع الفسيحة والكباري حيث كانت أول مدينة تشهد نظام الكباري الحديثة ومرت فترة على المدينة لم تشهد تطورا ملحوظا لحوالي ربع قرن أما الآن فتشهد المدينة تطورا كبيرا في المجال العمراني والسياحي والعلمي فهناك الكثير من المشاريع التي تنفذ في المدينة مثل ومشروع تنفيذ مدينة سكنية متكاملة في المخطط الشمالي لمدينة المرج وتنفيذ مدينة سكنية أخرى في المخطط الغربي ويبلغ حجم الوحدات السكنية التي تنفذ حوالي 5000 آلاف وحدة سكنية.

## السكان
بلغ مجموع سكان مدينة المرج بحسب تعداد سنة 2006 العام للسكان ما يقارب 184,531 نسمة.

## التقسيم الإداري والمناطق

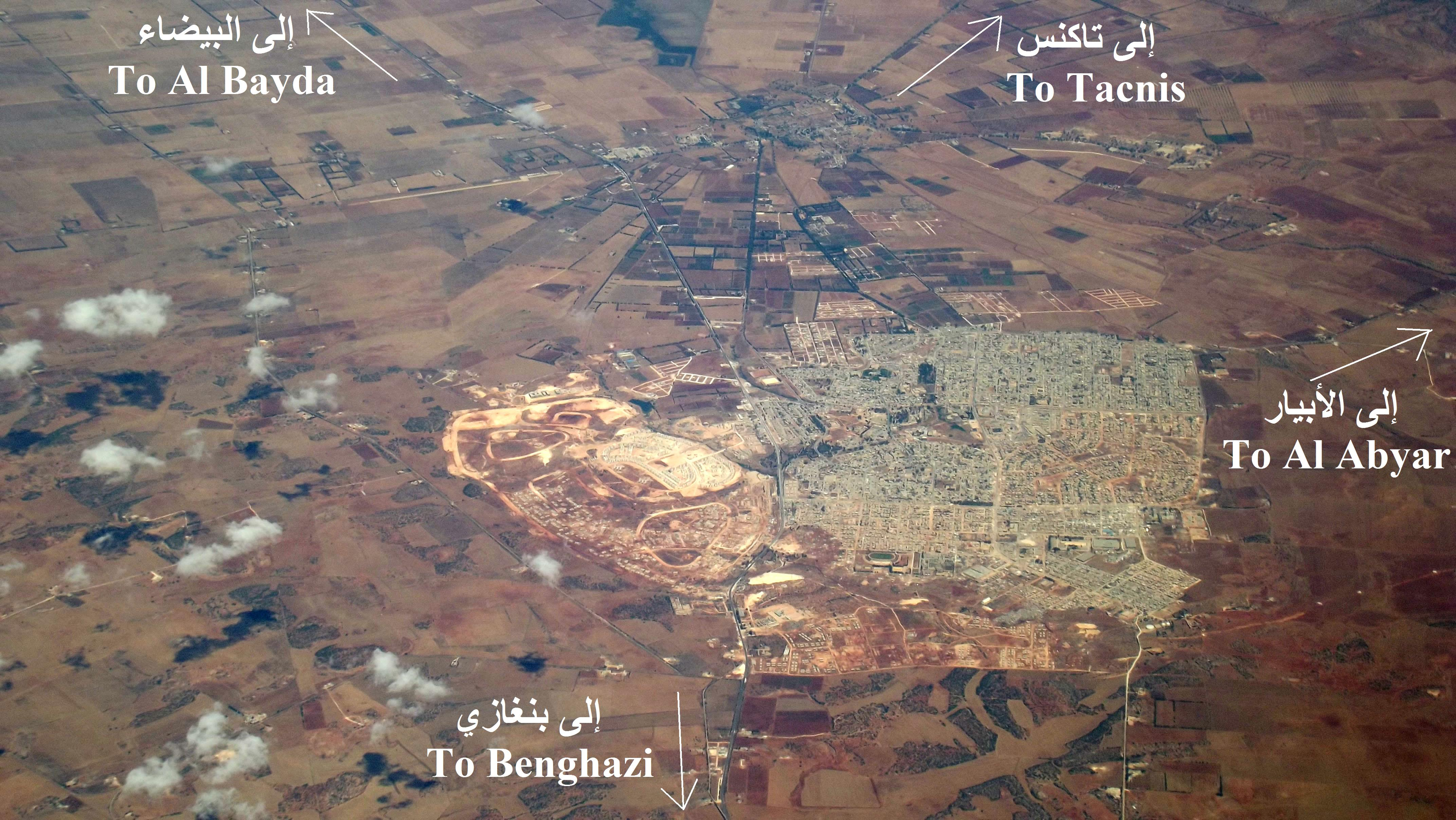
صورة جوية للمرج القديم (أعلى الصورة)، والجديد (أسفلها) مع اتجاهات الطرق.

من أهم الأحياء السكنية:منطقة ب، حي ال500، حى ال700، حي الحلق، حي الفاتح، المنطقة الرابعة، المنطقة المتوسطة، شقق فلسطين، شقق سبها، شقق البحرين، عمارات المروج، منطقة أ، ومنطقة ك. الشعبية الصفراء، الشعبية الحمراء، الشعبية الخضراء، حي العلام، حي القراري، حي ال300, حي الحامية، الكامبو الأمريكي، الكامبو البلغاري، الكامبو الإيطالي، الكامبو البولندي، حي الزردة، المرج القديم، سيدي رحومة، 7 أكتوبر، حي الغربية، سيدي جبريل، حي الصفيري، حي الشليوني، حي السلفيوم، المساكن الجاهزة.
كانت المرج مقسمة إلى مناطق داخل نطاق مدينة المرج وهي: المرج الشرقي، المرج الغربي، المرج الشمالي، المرج الجنوبي. أما المناطق الباقية فتشكل بلدات تابعة لبلدية المرج كالتالي:
- فرزوغة
- العويلية
- تاكنس
- بطة
- جردس العبيد
- البياضة
- قصر البنية
- الدرسية (طلميثة)
- سيدي الصادق
- سيدي نوح
- مدور الزيتون
- شهداء اسدوس
- سيدي بوزيد
- سيدي مهيوس
- المليطانية
- العقورية (توكرة).

## معالم أثرية

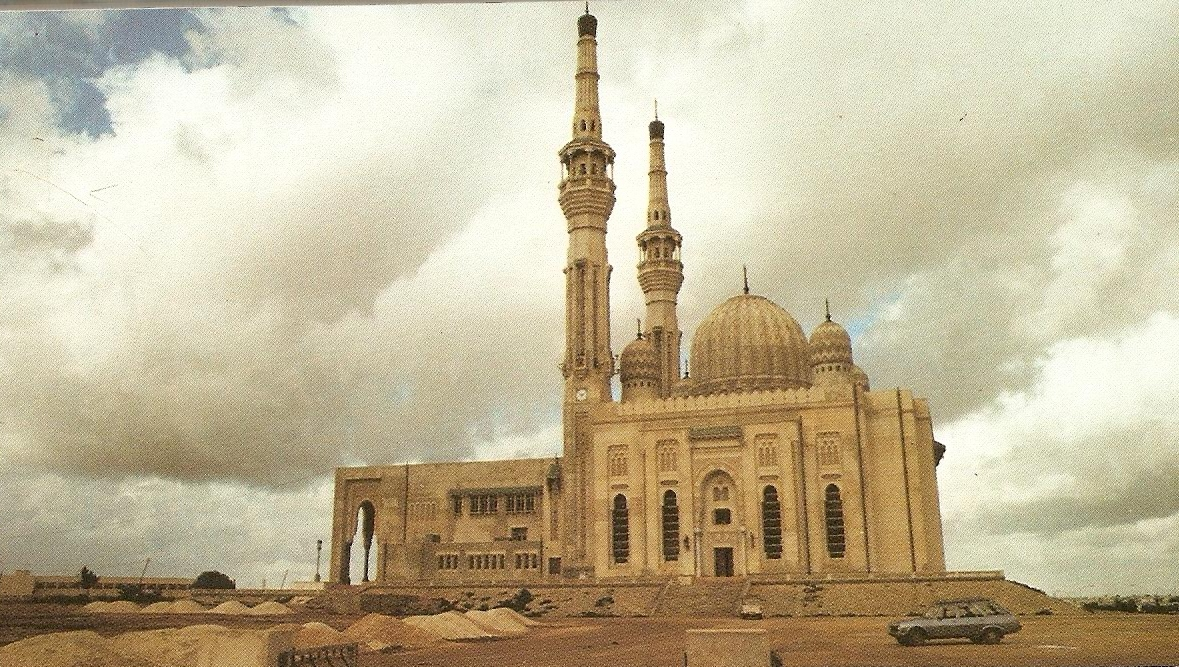
مسجد أبي بكر الصديق

- قلعة المرج التي تقع في مبدان البلدية بالمرج القديم، وكان يوجد بواجهتها رمز الآلهة الليبية «التانيت»

- التيجان الإغريقية من العصر الإغريقي ما قبل الميلاد.
- الخزانات الرومانية الموجودة شمال الطريق الرئيسي إلى العويلية.
- الأعمدة والتيجان الإسلامية من العصر الفاطمي.
- السوق التركي الموجود اليوم بميدان التوتة بالمرج القديم.
- العديد من المقابر مثل: أم عزية، ومقابر أخرى بين المرج القديمة والجديدة وكذلك في الصليعاية، والمقابر المنحوتة في الجبل من دورين مثل مقبرة الشليوني.
- جامع أبو بكر الصديق يعتبر من أهم معالم مدينة المرج الجديدة ويعتبر أكبر من المساجد الكبيرة في ليبيا بعد منارة سيدي عبد السلام في زليتن.

## الخدمات

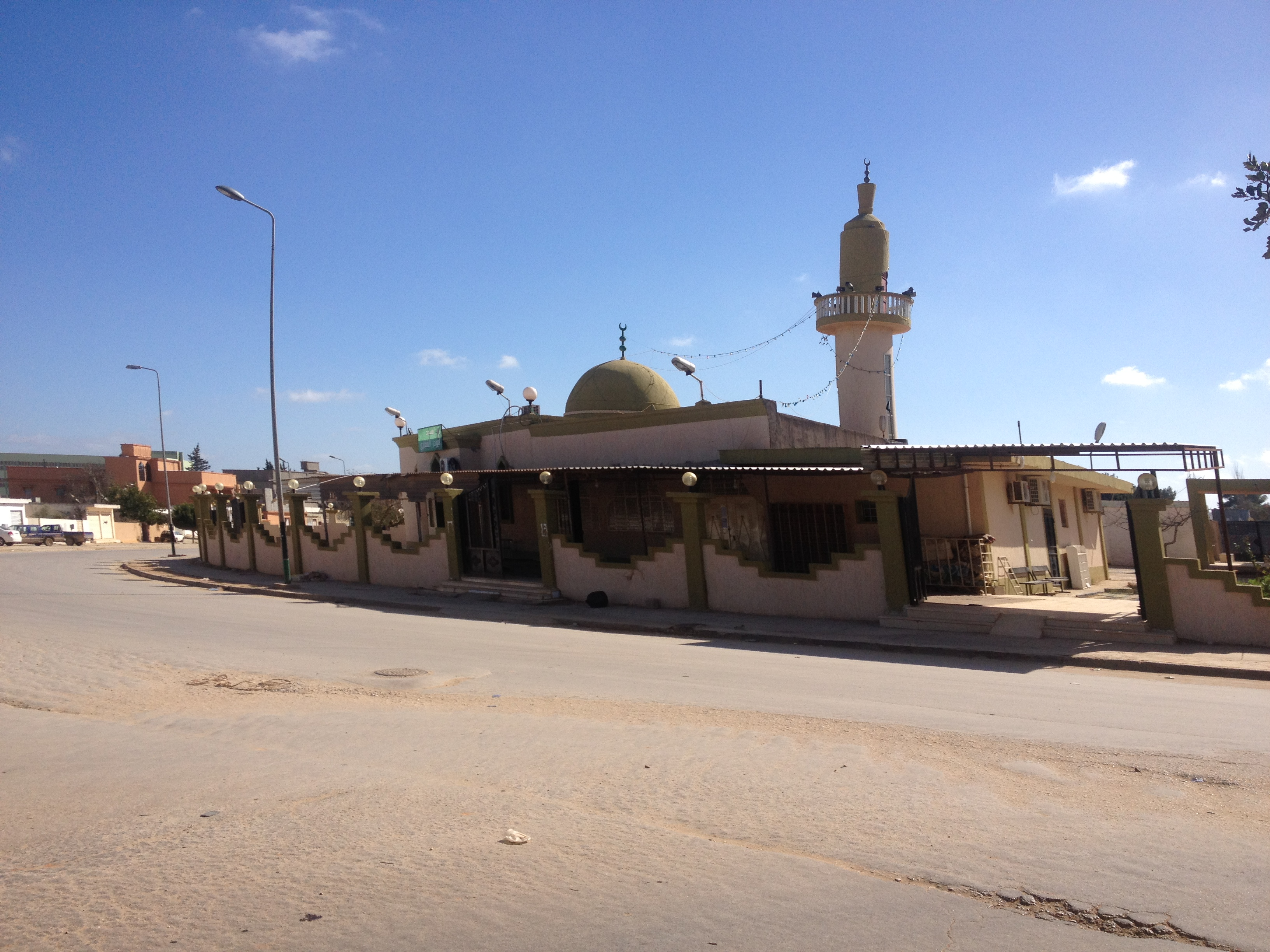
مسجد أبي ذر الغفاري

### النوادي الرياضية
- نادي المروج الليبي تأسس عام 1955 وهو من الأندية الكبيرة والعريقة في ليبيا.
- نادي السلفيوم الليبي تأسس عام 1936 وهو من أقدم الفرق التي ظهرت في العهد الإيطالي.
- نادي الشعلة المرج تأسس عام 1953.
- نادي القمة تأسس عام 1971.
- نادي الشباب تأسس عام 1976.
- نادي الانطلاقة للفروسية.

### الملاعب
- ملعب المرج بلمدينة الرياضية.
- ملعب نادي المروج.
- ملعب نادي السلفيوم.

### النقل
- ترتبط المرج مع مدينة بنغازي بطريقين. الأول عبر توكرة (وهو جزء من الطريق الساحلي الليبي)، والثاني عبر الأبيار.
- كما ترتبط المرج مع لملودة بطريقين. الأول عبر البيضاء (وهو جزء من الطريق الساحلي الليبي)، والثاني عبر تاكنس، ومراوة. وتؤدي تاكنس إلى الطريق الصحرواي الرابط ما بين الخروبة، والتميمي.

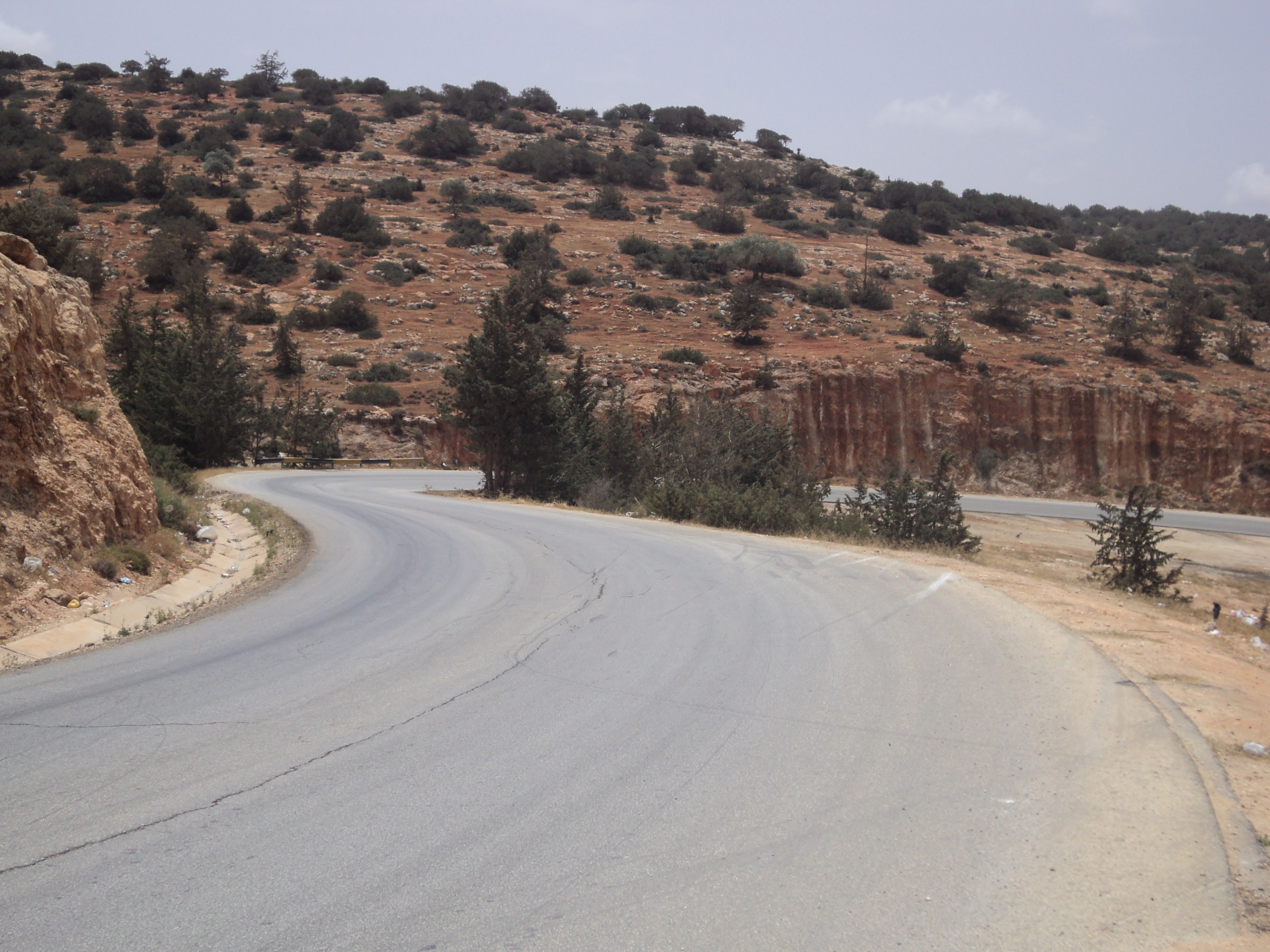
مرتفع الشليوني المؤدي إلى أحد المداخل الشرقية للمدينة

### الصحة
- مستشفى المرج المركزي التعليمي.
- المستشفى الليبي الأوكراني.
- مصحة الصدرية المركزية.
- مركز مكافحة الأمراض السارية والمتوطنة.
- مجمع الفاتح للرعاية الاجتماعية الشاملة.
- مركز تأهيل المعاقين.
- مركز الصم والبكم وضعاف السمع.
- جمعية الكفيف الطبية.
- جمعية الهلال الأحمر.

### بنوك
- مصرف الأمة الرئيسي
- مصرف الوحدة.
- مصرف الجمهورية
- مصرف الجمهورية -فرع السلفيوم.
- مصرف التجارة والتنمية.
- مصرف الأمان.
- مصرف الادخار العقاري.
- المصرف الزراعي.
- المصرف الريفي.
- مصرف الصحارى.
- مصرف الإجماع العربي.
- مصرف شمال أفريقيا.
- سوق الأوراق المالية الليبي.

### مراكز وشركات
- فرع الشركة الأفريقية للتأمين.
- شركة تلال المرج للمقاولات.
- شركة العرفي للأدوية البيطرية.
- مكتب خدمات ومبيعات شركة المدار للاتصالات.
- الورشة المركزية للآلات الزراعية على مستوى المنطقة الشرقية.
- مركز مكافحة الآفات المنطقة الشرقية.
- المشتل النباتي الرئيسي للمنطقة الشرقية.

### مصانع
- مصنع ملابس المرج.
- مصنع أحذية المرج.
- مصنع بطاطين المرج.
- مصنع عصائر المرج.
- مصنع أعلاف المرج.
- مصنع الأسمدة العضوية والكيماوية.
- مصنع المسماري للجرافيت والجرانيت.
- مصنع الجحاوي لصناعة مانعات التسرب للسيارات المقر الرئيسي ويوجد له فروع في طرابلس وبنغازي.

### الأسواق
- سوق الجمهورية.
- سوق فلسطين.
- السوق السياحي.
- السوق الأبيض.
- السوق المفتوح.
- سوق المروج.
- الفندق البلدي.

### أهم الميادين
- ميدان الشهداء.
- ميدان الرحيبة.
- ميدان القدس.
- ميدان الجمهورية.
- ميدان التوتة بالمدينة القديمة.

### الفنادق
- فندق المرج السياحي.
- فندق لؤلؤة المرج.

### ملاهي وترفيه
- ملاهي أفريقيا الترفيهية.
- ملاهي حديقة شلتات.
- ملاهي حديقة ال 500.
- ملاهي حديقة ال 700.

### الموانئ والمطارات
- مطار بنينة الدولي في بنغازي هو أقرب المطارات للمرج ويبعد عن بلدة الرجمة ببلدية المرج بحوالي 8 كم.
- مطار سيدي ارحومة شمال شرق المدينة وهناك تعاقد مع بعض الشركات العالمية ليكون مطار المرج المدني.
- مطار المرج الزراعي بمنطقة الصليعاية جنوب مدينة المرج.
- ميناء طلميثة.

### التعليم
توجد بمدينة المرج أكثر من 37 مدرسة بمراحل مختلفة.
- جامعة قاريونس-المرج
- جامعة العرب الطبية-المرج
- الجامعة الأهلية الأفريقية.
- المعهد الصناعي.
- المعهد الزراعي.
- مركز المهن الشاملة.
- المعهد الصحي العالي والمتوسط.

### الثقافة والإعلام
- إذاعة النور الإيمانية التابعة لوزارة الأوقاف
- إذاعة الميراث النبوي للقرآن الكريم والسنة النبوية
- إذاعة المرج المحلية.
- قناة ليبيا الرياضية (فرع المرج).
- صحيفة أخبار المرج.
- مجلة وصحيفة السلفيوم.
- صحيفة قورينا.

### المسارح
- مسرح المرج.
- مسرح المدينة.
- مسرح الطفل.

## أعلام من المدينة

### فنانون وشعراء
- على ناصر مخرج رائعة المسرح المرجاوي «الدم دائما أحمر»
- الفنان الكوميدي الفضيل بوعجيلة صاحب الشخصية المشهورة خالتي مشهية.
- الفنانة خديجة الفرجاني.
- الشاب بكر.
- الشاعر إبراهيم مسعود المسماري
- الشاعر الشعبي الفحل محمد بالحمد

### شخصيات تاريخية
- الملك شيشنق ومؤسس الأسرة الثانية والعشرون الفرعونية في مصر.

- الشخصية التاريخية الحاكم هانيبال بن حملقار برقا وهو من أعظم القادة العسكريين في التاريخ.
- المقدم آدم الحواز وزير الدفاع الليبي السابق وأحد «الضباط الأحرار» في انقلاب سبتمبر 1969.
- بشير جودة وزير الزراعة السابق وله إنجازات كبيرة في المجال الزراعي والعمراني.
- جبريل الشلماني قائد الجيش الليبي في عهد المملكة.
- الميار بن محمد بوخدة (مقاوم ضد الاحتلال الإيطالي ومن أول الشهداء الذين سقطوا بعد دخول الطليان إلى ليبيا حيث استشهد عام 1914 وعرف بالميار كونه كان من الرجال القلائل الذين يمولون المجاهدين، وترك الميار خلفه ابنه الفضيل وابنته نواره الذين تكفل عمر المختار الإنفاق عليهم عقب استشهاده عرفنا لما قدمه له وللمجاهدين معه)
- يوسف بورحيل المسماري (مقاوم ضد الاحتلال الإيطالي).

## مواضيع ذات علاقة
- مدينة برقه الأثرية
- البيضاء
- الجبل الأخضر
- زلزال المرج

## كتب
- بو شعالة، سعد محمد. «المجاهد عبد الرازق العوامي ودوره في حركة الجهاد». مجلة البحوث التاريخية. س 11، ع 2 (يوليو 1989): ص 9-26
- البرغثي، يوسف. «من أعلام الجهاد في ليبيا: عيسى عبد السلام المبروك الوكواك». مجلة البحوث التاريخية. س 5، ع 2 (يوليو 1983): ص 211-225.